# Angerville-l'Orcher
Angerville-l'Orcher is een gemeente in het Franse departement Seine-Maritime (regio Normandië) en telt 1256 inwoners (2004). De plaats maakt deel uit van het arrondissement Le Havre.

## Geografie
De oppervlakte van Angerville-l'Orcher bedraagt 9,9 km², de bevolkingsdichtheid is 126,9 inwoners per km².
De onderstaande kaart toont de ligging van Angerville-l'Orcher met de belangrijkste infrastructuur en aangrenzende gemeenten.

## Demografie
Onderstaande figuur toont het verloop van het inwonertal (bron: INSEE-tellingen).